# رينالدو نحميا
رينالدو نحميا (بالإنجليزية: Renaldo Nehemiah)‏ هو منافس ألعاب قوى أمريكي، ولد في 24 مارس 1959 في نيوآرك في الولايات المتحدة.

## وصلات خارجية
- رينالدو نحميا على موقع الاتحاد الدولي لألعاب القوى (الإنجليزية)
- رينالدو نحميا على موقع الاتحاد الأمريكي لسباقات المضمار والميدان، قاعة المشاهير (الإنجليزية)
- رينالدو نحميا على موقع مرجع كرة القدم المحترفة.كوم (الإنجليزية)
- رينالدو نحميا على موقع IMDb (الإنجليزية)
- رينالدو نحميا على موقع إن إن دي بي (الإنجليزية)